# Amt Hubbelrath
Das Amt Hubbelrath war von 1927 bis Ende 1974 ein Amt im damaligen Kreis Düsseldorf-Mettmann. Sein Gebiet war sehr ländlich geprägt und besaß neben den Hauptorten mehrere verstreute Gehöfte. Der Verwaltungssitz des Amtes war in Metzkausen. Auf dem Gelände des ehemaligen Amtsgebäudes befindet sich heute ein Hotel. Vorgänger des Amtes war die seit 1816 im Landkreis Düsseldorf bestehende Bürgermeisterei Hubbelrath.

## Gemeinden
Das Amt bestand vor der Auflösung aus den selbstständigen Gemeinden:
| PLZ  | Gemeinde               | Fläche    | Einwohner (31. Dezember 1972) | heute zu            |
| ---- | ---------------------- | --------- | ----------------------------- | ------------------- |
| 4030 | Hasselbeck-Schwarzbach | 11,47 km² | 2.536                         | Düsseldorf Ratingen |
| 4031 | Homberg-Meiersberg     | 19,34 km² | 3.744                         | Ratingen            |
| 4021 | Hubbelrath             | 11,92 km² | 897                           | Düsseldorf          |
| 4021 | Metzkausen             | 9,48 km²  | 6.304                         | Mettmann            |

## Geschichte
Als im Großherzogtum Berg beginnend im Jahr 1809 Verwaltungsstrukturen nach französischem Vorbild eingeführt wurden, wurde dabei auch die Mairie (Bürgermeisterei) Hubbelrath im Arrondissement Düsseldorf des Departements des Rheins eingerichtet. Aufgrund der 1815 auf dem Wiener Kongress getroffenen Vereinbarungen kam das Rheinland, damit auch Hubbelrath, an das Königreich Preußen. Unter der preußischen Verwaltung bestand die Bürgermeisterei Hubbelrath in Form einer „Ländlichen Sammtgemeinde“, zu der die Honschaften Hasselbeck, Hubbelrath, Krumbach, Meiersberg, Metzkausen und Schwarzbach gehörten, fort. Die Bürgermeisterei wurde dem neu errichteten Kreis Düsseldorf in der Provinz Jülich-Kleve-Berg (ab 1822 Rheinprovinz) zugeteilt. Seit der Einführung der 
Gemeindeordnung für die Rheinprovinz von 1845 bestand die Bürgermeisterei aus den fünf Landgemeinden Hasselbeck-Krumbach, Hubbelrath, Meiersberg, Metzkausen und Schwarzbach.
Das 1890 auf dem Gemeindegebiet von Metzkausen erbaute Gebäude war lange Sitz der Verwaltung. Im Zuge der kommunalen Neugliederung im Jahre 1930 wurde die Gemeinde Homberg-Bracht-Bellscheidt aus dem Amt Eckamp in das Amt Hubbelrath umgegliedert. Am 1. April 1967 schlossen sich die Gemeinden Homberg-Bracht-Bellscheidt und Meiersberg zur Gemeinde Homberg-Meiersberg zusammen. Die vier Gemeinden des Amtes Hubbelrath planten 1968, sich zu einer Einheitsgemeinde mit dem Namen Hubbelrath zusammenzuschließen. Die folgende große Gebietsreform stoppte diese Planung.
Durch das Düsseldorf-Gesetz wurden Hubbelrath und Teile von Hasselbeck-Schwarzbach mit Wirkung vom 1. Januar 1975 in die Stadt Düsseldorf eingemeindet. Homberg-Meiersberg und der flächenmäßig größere, jedoch nur gering besiedelte Teil Hasselbeck-Schwarzbachs wurden zu Stadtteilen der neu gebildeten Stadt Ratingen. Der zu Homberg-Meiersberg gehörende Weiler Hofermühle ging an Heiligenhaus und Metzkausen wurde in die Stadt Mettmann eingemeindet, welche auch Rechtsnachfolgerin des Amtes ist.

## Wappen
Blasonierung: „In Silber über einem grünen gewellten Schildfuß ein rotes, schwarz bewehrtes schreitendes Pferd.“
Am 28. März 1938 verlieh der Oberpräsident der Rheinprovinz dem Amt das Wappen. Das durch den Heraldiker Wolfgang Pagenstecher geschaffene Wappen stellt charakteristische Merkmale des Amtes dar. Auf hügeligem Boden schreitet ein roter Hengst mit schwarzen Hufen daher. Der „hügelige Boden“ soll „redend“ das „hubbelige“ symbolisieren, das Pferd galt als „wichtigster Gehilfe des Bauern.“ Das Wappen wird heute noch von dem Ratinger Stadtteil Homberg und von Düsseldorf-Hubbelrath offiziell geführt.